# Outcast, or Heroine
Outcast, or Heroine è un cortometraggio muto del 1909. Il nome del regista non viene riportato nei credit del film.

## Trama
Al tempo dei Puritani, un soldato inglese si innamora di una ragazza emarginata dalla comunità. Durante un attacco degli indiani, la giovane salva le vite dei suoi detrattori guidando i soldati in loro soccorso

## Produzione
Il film fu prodotto dalla Vitagraph Company of America.

## Distribuzione
Distribuito dalla Vitagraph Company of America, il film - un cortometraggio di 168 metri - uscì nelle sale cinematografiche statunitensi il 20 aprile 1909.
Nelle proiezioni, veniva programmato con il sistema dello split reel, accorpato in un'unica bobina con un altro cortometraggio prodotto dalla Vitagraph, The Dynamite Waistcoat.